# Wilsdruffer Straße 4–10

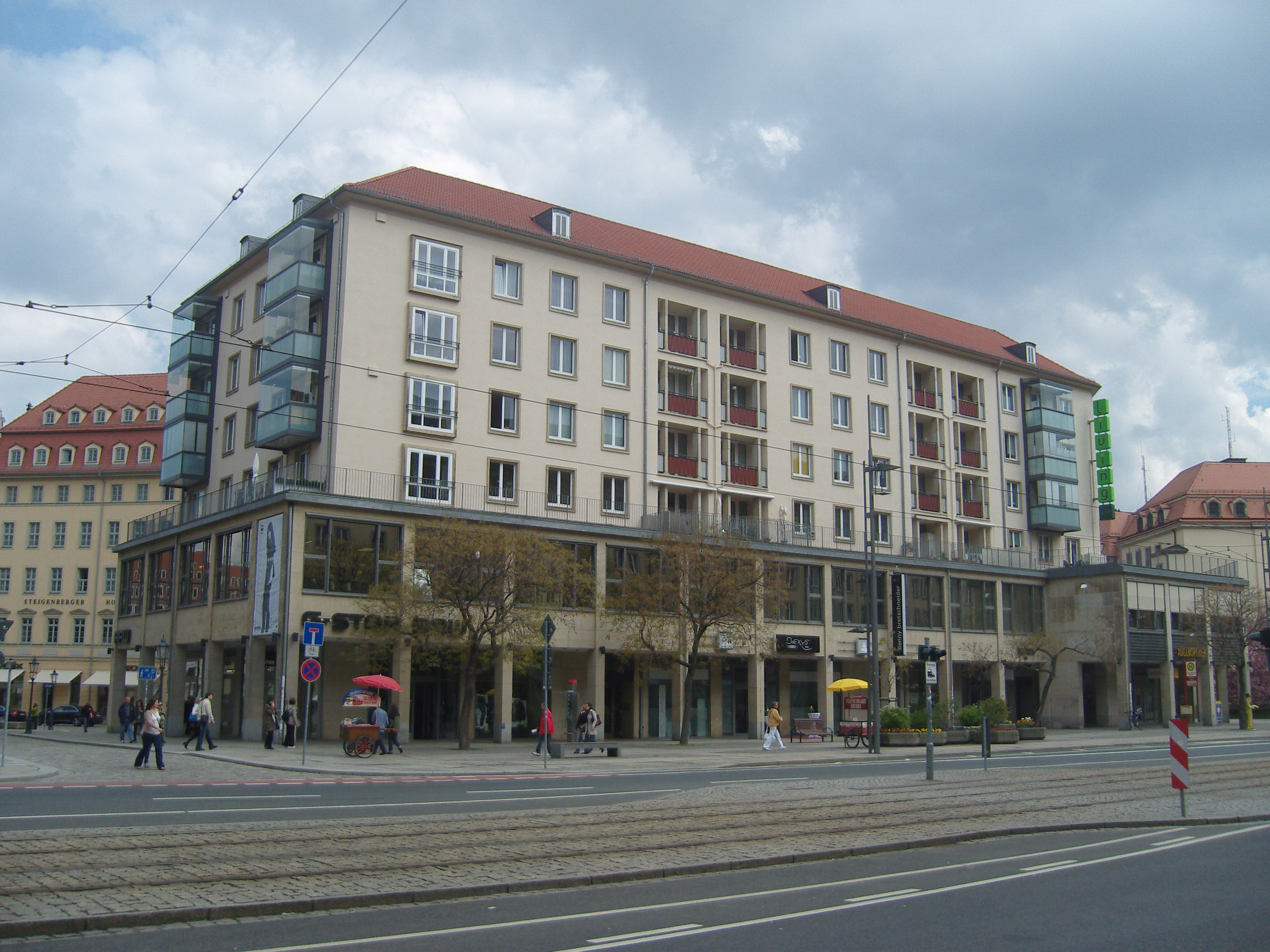
Wilsdruffer Straße 4–10

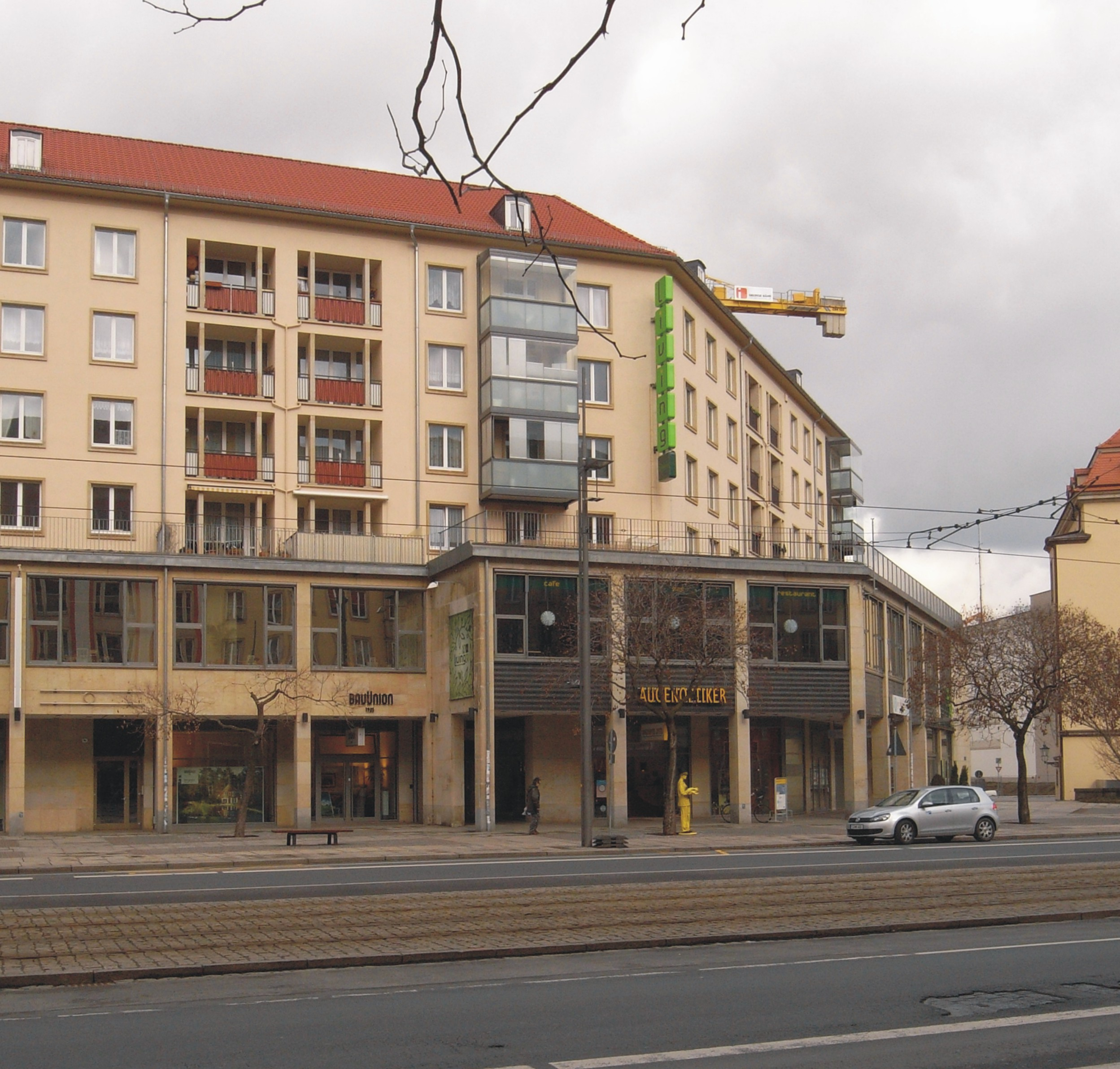
Bauzustand 2009

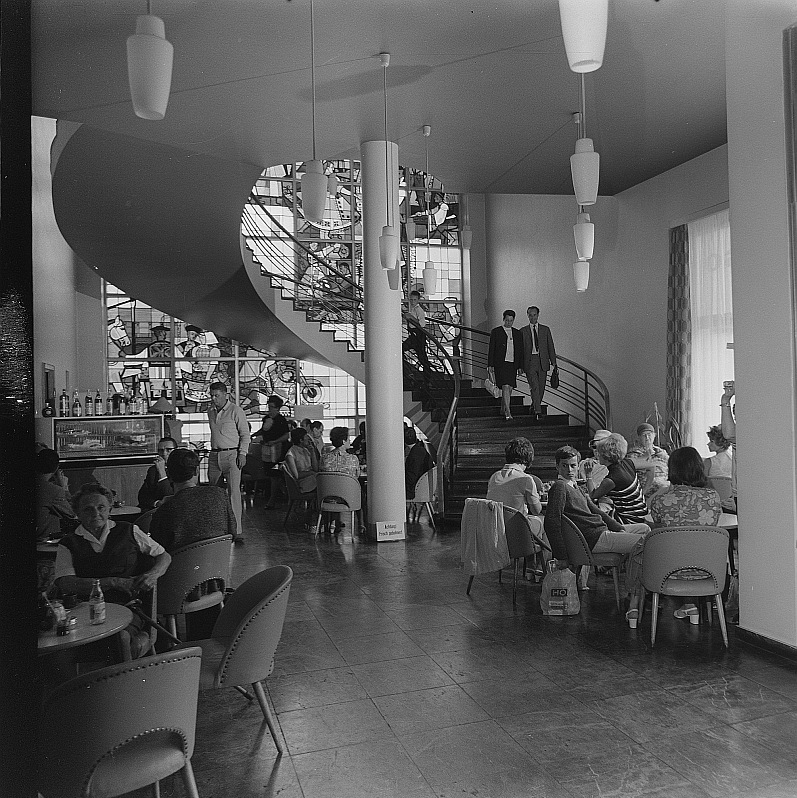
Wilsdruffer Straße 4–6 mit Restaurant „Szeged“

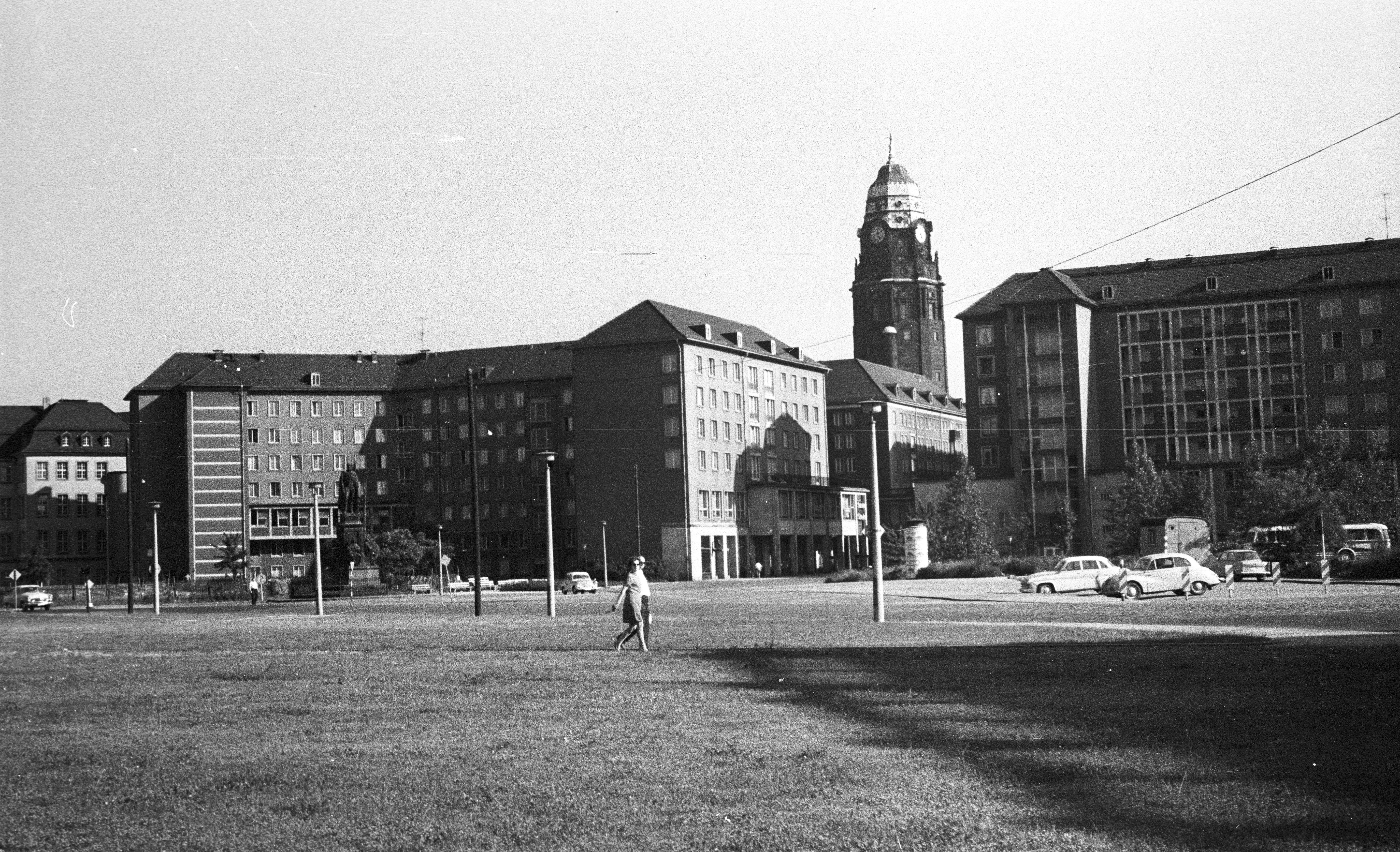
Blick vom Neumarkt auf das (längere) Haus Wilsdruffer Str. 4–12 (1970)

Die Wilsdruffer Straße 4–10 ist ein 1961 bis 1962 als Wilsdruffer Straße 4–12 gebauter Gebäudekomplex in Dresden, der sich in Nachbarschaft zum Landhaus befindet. Das Haus Wilsdruffer Straße 12 wurde 2002/2003 leergezogen und abgebrochen, das Haus Wilsdruffer Straße 10 der ursprünglichen Ansicht vom Neumarkt angepasst.

## Beschreibung
Der Wohnkomplex der Wilsdruffer Straße 4–10 ist ein städtebaulich abgeschlossener Baukörper, der aus zwei Bestandteilen besteht, dem Gebäude Wilsdruffer Straße 4–6 (im Winkel östlich abgeknickt von der Wilsdruffer Straße) und dem Baukörper Wilsdruffer Straße 8–10 (eigentlich: Wilsdruffer Straße 8–12), teilweise rechtwinklig westlich abgeknickt von der Wilsdruffer Straße, aus diesen Jahren. Erhebliche Veränderungen gab es 2009 mit der Sanierung des darin befindlichen Restaurants Szeged und dem Abbruch der Wilsdruffer Straße 12 in den Jahren 2003 und 2004.

### Wilsdruffer Straße 4–6
Dieser Gebäudeteil ist ein sechsgeschossiger, abgewinkelter Baukörper, wovon die ersten beiden Geschosse als Baukörper mit Arkadenausbildung gestaltet wurden. Darin befand sich das bekannte, am 14. April 1962 eröffnete Restaurant Szeged mit Platz für 188 Gäste. Das ehemals im Erdgeschoss befindliche Café Espresso bot 80 Gästen Platz. Die Innengestaltung nahm Erhard Petermann vor. Bemerkenswert ist der Treppenaufgang mit Glasfenstern von Kurt Sillack und Rudolf Kleemann. So soll die „Szegedtreppe“ eine Barock-Interpretation sein. Die Szegedtreppe wurde nach der Wende „vorbildlich denkmalpflegerisch saniert und kommt nach dem Entfernen störender Einbauten nun wieder sehr gut zur Geltung“. Darüber erhebt sich der viergeschossige Wohnhausbau.

### Wilsdruffer Straße 8–10
Der sich anschließende westliche Teil des Gebäudekomplexes ist ein ebenfalls abgewinkelter Gebäudeteil, der rechtwinklig zur Wilsdruffer Straße errichtet wurde und dessen ersten beiden Geschosse als Ladengeschosse mit Arkaden ausgebildet wurden, darüber liegen vier Geschosse mit Wohnungen. Der dadurch entstandene Durchgang zum Neumarkt blieb bis zur Neubebauung des Neumarktes namenlos und trägt heute den Namen „Kleine Kirchgasse“.
Der sich in Richtung zum Neumarkt erstreckende Teil des Baukörpers war bis 2003 ca. 30 Meter länger (Wilsdruffer Straße 12). Kurz nach seinem Amtsantritt 2001 verfügte der damals neu gewählte Oberbürgermeister Ingolf Roßberg den Planungsstop für diesen Teil der Neubebauung des Neumarktes. Bis dahin war vorgesehen, dass die Fassade des neu zu bauenden Hotels diese Fluchtlinie aufgreift und damit eine neue Platzwand bis zur Landhausstraße entstanden wäre, die mit den historischen Fluchten in diesem Teil des Neumarktes nichts mehr zu tun gehabt hätte. Dies hätte auch eine denkbare Wiederherstellung des Straßenzuges der Moritzstraße unmöglich gemacht. Da das Investitionsvorrangverfahren bereits abgeschlossen war und der Investor kurz vor Unterzeichnung des Kaufvertrages stand, erschien es nahezu unmöglich, dem nachzukommen: Gleichwohl stellten sich die Beteiligten einem erneuten und nunmehr stark beschleunigten Verfahren, der Kaufvertrag mit den neuen Grenzen wurde am 18. Februar 2002 unterzeichnet. Im Zuge der Bebauung, heute Hôtel de Saxe, wurde der Teil des Gebäudes abgebrochen und die Wilsdruffer Straße 10 mit ihrer nunmehr abschließenden Nordwand 2003/2004 in der Ansicht des Nordwand der ehemaligen Wilsdruffer Straße 12 hergestellt, auch das Walmdach wurde entsprechend angepasst. Dem Abbruch kam entgegen, dass das gesamte Gebäude ohnehin für die Sanierung leergezogen werden sollte.
Das gesamte Gebäude wurde nach Plänen der Architekten Gerhard Müller und Günter Gruner errichtet. Der Komplex wurde in einer Mischbauweise erstellt, bestehend aus einer Sandsteinfassade mit Lamprophyrbrüstung. 